# Blastophaga silvestriana
Blastophaga silvestriana är en stekelart som beskrevs av Grandi 1935. Blastophaga silvestriana ingår i släktet Blastophaga och familjen fikonsteklar. Inga underarter finns listade.